# (100804) 1998 FM105
(100804) 1998 FM105 es un asteroide perteneciente al cinturón de asteroides, región del sistema solar que se encuentra entre las órbitas de Marte y Júpiter, descubierto el 31 de marzo de 1998 por el equipo del Lincoln Near-Earth Asteroid Research desde el Laboratorio Lincoln, Socorro, Nuevo México, Estados Unidos.

## Designación y nombre
Designado provisionalmente como 1998 FM105. 

## Características orbitales
1998 FM105 está situado a una distancia media del Sol de 2,314 ua, pudiendo alejarse hasta 2,664 ua y acercarse hasta 1,964 ua. Su excentricidad es 0,151 y la inclinación orbital 5,880 grados. Emplea 1286,35 días en completar una órbita alrededor del Sol.

## Características físicas
La magnitud absoluta de 1998 FM105 es 16,2. 